# Agronomie
Agronomie je soubor vědních oborů zkoumajících zemědělskou výrobu. Zemědělské vědy se postupně vyčlenily z biologických věd pro aplikaci poznatků v pěstování rostlin a chovu hospodářských zvířat.
Obory zemědělských věd mají částečně charakter specializovaných přírodovědných oborů (zemědělská botanika, agrochemie, zoologie hospodářských zvířat), částečně technologických oborů (šlechtitelství, ochrana rostlin, meliorace, zemědělské stroje atd.) a částečně lékařských věd (veterinární lékařství).
Vznik středoevropských zemědělských věd je úzce spojen s antickou zemědělskou naukou, ke které přispěly zejména Hésiodos, Platón, Aristotelés, Teofrastos, Xenofón, Cato, Varro, Vergilius, Plinius, Columella Palladius.